# Покрајина Авила
Покрајина Авила (шп. Provincia de Ávila) је покрајина Шпаније у аутономној заједници Кастиља и Леон. Главни град је Авила.